# Питирим (Нєчаєв)
Митрополит Питирим (в миру Костянтиин Володимирович Нєчаєв (рос. Константи́н Влади́мирович Неча́ев); Питирим (Нєчаєв), 8 січня 1926 року, Козлов, Тамбовська губернія — 4 листопада 2003, Москва) — російський і радянський релігійний та громадський діяч, єпископ Російської православної церкви (РПЦ), митрополит Волоколамський і Юр'ївський, схимонах.
З 1963 по 1994 роки очолював видавничій відділ Московської патріархії, що в 1980-х роках був одним з найбільш впливових та професійно укомплектованим структурним підрозділом патріархії, а поряд із Відділом зовнішніх церковних зносин Московського патріархату, виконував зовнішньополітичні функції.
З Хрещення Господня 1972 року до кінца життя регулярно відправляв служби в храмі Воскресіння Словущого на Успенському Вражку (Москва, Брюсов провулок, № 15/2). Наприкінці 1980-х років був важливою постаттю в московських інтелектуальних та музичних колах. Ніколи не був постійним членом Священного синоду РПЦ, але в 1980-х роках вважався одним з найбільш впливових ієрархів РПЦ.

## Походження, дитинство, освіта
Народився в сім'ї парафіяльного священника. Згідно із родинним преданням, серед його предків були клірики-місіонери, які супроводжували єпископа Питирима, якого було направлено до новоствореної Тамбовської єпархії в другій половині 1680-х років.
Після закінчення середньої школи в 1943 році розпочав навчання в Московському інституті інженерів транспорту, де провчився два курси.
В 1944 році став одним зі студентів першого набору відкритих 14 червня в московському Новодівичому монастирі Богословського інституту і Богословско-пастирських курсів, на базі якої в 1946 році відновлено Московську духовну академію і семінарію.
В 1945 році був відмічений патріархом Алексієм I і став його іподияконом.
В 1951 році закінчив вищеозначену академію зі ступенем кандидата богослов'я, був залишений професорським стипендіатом по кафедрам патристики та разбору західних віросповідань. З 1951 року викладав історію і розбір західних віроисповідань в МДА.
15 лютого 1952 року патріархом Алексієм І рукопокладений в диякона.
В 1953 році здобув вчене звання доцента; 4 грудня 1954 року висвячений на священника. Проходив пастирське служіння в хрестовому патріаршому храмі.
З 1957 року — викладач Святого Письма Нового Завіту в Московській духовній академії і семінарії.

## Чорнецтво
13 квітня 1959 року в Троїце-Сергієвій лаврі пострижений в чернецтво з ім'ям Питирим. 8 жовтня того ж року патріархом Алексієм I піднесений до сану архімандрита і призначений інспектором Московської духовної академії і семінарії.
2 січня 1962 року був призначений відповідальним редактором «Журналу Московської Патріархії», офіційного друкованого органу РПЦ.
Відповідно до журналу засідання Священного синоду від 14 травня 1963 року йому визначено бути єпископом Волоколамським, вікарієм Московської єпархії, з призначенням головою Видавничого відділу Московської патріархії. 22 травня в Синодальному залі патріархії відбулось наречення в єпископа.
Був духовним чадом преподобносповідника схиархімандрита Севастіана Карагандинського.

## Архієрейство
23 травня 1963 року, в свято Вознесіння Господня, хіротонисаний в єпископа Волоколамського, вікарія Московської єпархії за литургією в Богоявленському патріаршому соборі в Москві. Хиротонію звершили патріарх Алексій I, архієпископи Ярославський і Ростовський Никодим (Ротов), Можайський Леонід (Поляков), Калузький и Боровський Леонід (Лобачов), Новгородський і Староруський Сергій (Голубцов) і єпископи Кіпріан (Зьорнов) Дмитрівський і Донат (Щєголєв).
23 травня 1963 року одночасно з хиротонією в єпископа був призначений головою видавничого відділу Московського патріархату і залишався на цій посаді понад 30 років — до 3 грудня 1994 рокуа, коли у зв'язку із перетворенням видавничого відділу в видавничу раду був звільнений з посади його голови. За цей час чисельність співробітників збільшилась з 20 до 173 штатних та понад 300 позаштатних співробітників.

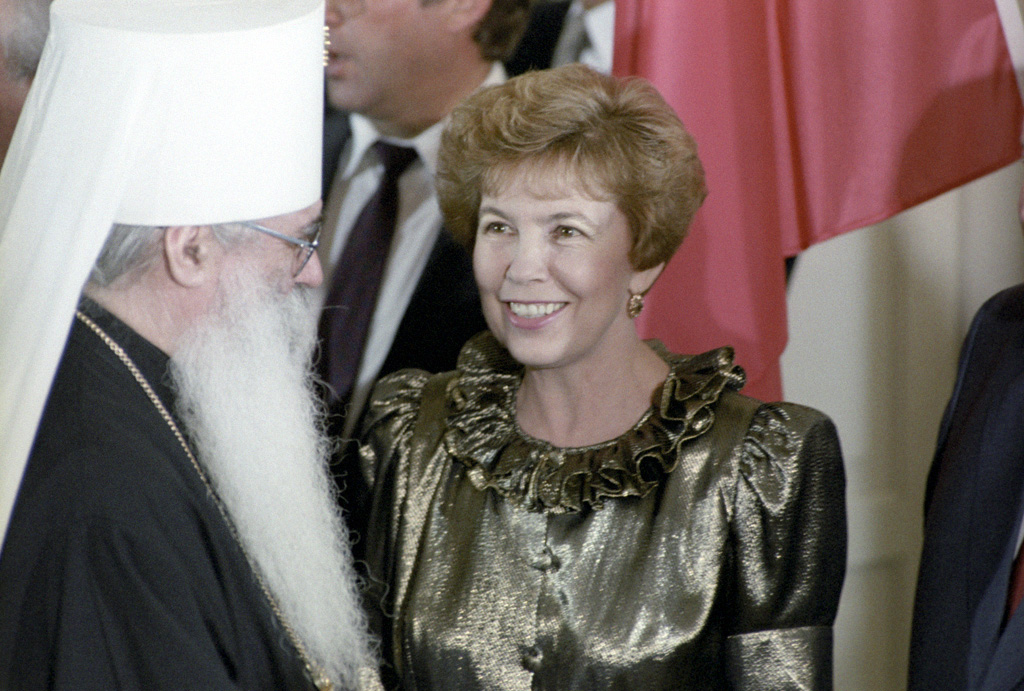
Митрополит Волоколамський і Юр'ївський Питирим і дружина останнього керманича СРСР Михайла Горбачьова Раїса в 1989 році.

В 1964—1965 роках тимчасово керував Смоленською єпархією і в 1968 році — Тамбовською єпархією.
В листопаді 1971 року було створено англомовну редакцію «Журналу Московської Патріархії», яка мала підписників у понад 50 країнах.
9 вересня 1971 року піднесений до сану архієпископа.
Трудами архієпископа Питирима видавничій відділ, який до того ділив дах з трапезним Успенським храмом Новодівичого монастыря, отримав в оренду будівлю на Погодинській вулиці, 20, з правом його реконструкції. Переїзд відбувся восени 1981 року. В новій будівлі, окрім суто видавницької діяльності, митрополит Питирим зорганизував роботу відділу фотовистав, кінознімальної групи, відділу слайдфільмів, відеофільмів, звукозапису, довідково-бібліографічного відділу, відділу перекладів тощо.
Дмитро Поспіловський дорікав митрополиту Питириму за недостатню увагу до просвіти духовенства: «митрополит Волоколамський Питирим був стурбований будь-чим, окрім потреб віруючих в релігійній просвіті. Він працював радше на експорт, випускаючи грамзаписи церковних хорів та різноманітні альбоми, факсимільні видання старовинних церковних книжок та іноді служебники та настольні книжки священнослужителя — все це незначними тиражами замість масової просвітницької літератури».
В 1986 році посів напівдержавну посаду члена правління Радянського фонду культури, що був заснований Раїсою Горбачьовою, що стало першим випадком призначення церковного діяча на таку високу посаду за сорок років. Почав супроводжувати її чоловіка в деяких міжнародних подорожах..
30 грудня 1986 року піднесений до сану митрополита з титулом «Волоколамський і Юр'ївський». За згадками співробітника «Журналу Московської Патріархії» В'ячеслава Овсяннікова, ініціатива зміни титулу походила від патріарха Пимена, який, надаючи звання митрополита, сказав: «Преосвященніший, у вас має бути подвійний титул, якщо ви митрополит! Незручно бути митрополиту з одним лише титулом: „митрополит Волоколамський“!». І владика йому відповів: «Ось, в нас є Середа Юр'ївська, там є храм!» — «Чудово! Ви будете Волоколамський і Юр'ївський!»
В 1987 році призначений головою редакційної колегії збірника «Богословські праці».
Спромігся відкриття спочатку одного храму Йосифо-Волоцького монастиря, а потім і всього монастиря, настоятелем якого був призначений в 1989 році і лишався ним до смерті.
17 березня 1989 року обраний народним депутатом СРСР від Російського фонду культури. Був членом комітету Верховної Ради СРСР по справам воїнів-інтернаціоналістів, членом комісії Верховної Ради СРСР з питань депутатської етики. В 1990 році обраний народним депутатом Московської обласної Ради від Волоколамська.
7 червня 1990 року на Помісному соборі РПЦ кандидатура митрополита Питирима була запропонована однією з додаткових до трьох, що були обрані Архієрейським собором кандидатами на патріарший престол напередодні, 6 червня. Отримав підтримку 128 учасників Собору з 316 — більше, ніж інші висунуті додаткові кандидати (митрополити Філарет (Вахромєєв) та Ювеналій (Поярков)), але менше, ніж було необхідно (половина голосів) для внесення до списку для голосування. Згідно до спогадів співробітника Видавничого відділу В'ячеслава Овсяннікова, «був дуже засмучений» своїй поразці на виборах патріарха.
Після провалу ДКНС (ГКЧП) в серпні 1991 року священник Гліб Якунін, після ознайомлення з деякими документами в архіві КДБ СРСР, оприлюднив виписки зі звітів 5-го Управління КДБ СРСР про роботу з агентами-співробітниками Московської патріархії, зокрема з агентом «Аббат», в якому однозначно впізнавався за хронікою, надрукованою в «ЖМП», із Питиримом Нечаєвим.
На Архієрейському соборі РПЦ, що збирався 29 листопада 1994 року, видавнича діяльність взагалі і особливо ситуація в редакції «Журналу Московської Патріархії» була детально і жорстко розкритикована патріархом Алексієм II. Собор ухвалив рішення «вважати Видавничій відділ Московського Патріархату виконавшим своє первісне призначення і подякувати голові та колективу співробітників за багаторічні и корисні труди на благо Святої Церкви». 3 грудня у зв'язку із реорганізацією видавничого відділу в видавничу раду звільнений від обов'язків його голови. 27 грудня звільнений з посади головного редактора «Журналу Московської Патріархії» і голови редакційної колегії збірника «Богословські праці».
В 2001 році організував у Московському державному університеті шляхів сполучення першу серед технічних вишів Росії кафедру теології.

## Смерть і поховання
Одна з останніх публичних зустрічей владики Питирима відбулася в пасхальну ніч з 26 на 27 квітня 2003 року, коли через хворобу патріарха Алексія II він очолив пасхальне богослужіння в московському Храмі Христа Спасителя. Того ж дня раніше він брав участь в чині Сходження Благодатного Вогню в Єрусалимі, який і був привезений до Москви до початку нічного великоднього богослужіння.
В червні переніс складну хірургічу операцію, але, незважаючи на це, взяв участь у святкуваннях, присвячених 100-літтю канонізації преподобного Серафима Саровського, які відбувались влітку того ж року в Сарові та Дивеєві. Після повернення з подорожі хвороба знов загострилась, і митрополит Питирим протягом кількох тижнів знаходився в шпиталі. 12 жовтня його в шпиталі відвідав патріарх Алексій II.
Помер 4 листопада 2003 року в Центральному військовому шпиталі після важкої хвороби. Перед смертю прийняв схиму з ім'ям священномученика Питирима, епископа Великопермського і Устьвимського.
5 и 6 листопада гроб з тілом митрополита Питирима знаходився в храмі Воскресіння Словущого на Успенському вражку. В храмі здійснювалися заупокійні богослужіння протягом цих двох днів, люди приходили, аби проститися зі спочилим.
Зранку 7 листопада в Богоявленському кафедральному соборі в Єлохові було звершено заупокійну літургію за спочилим, яку очолив архієпископ Верейський Євгеній (Решетніков) в співслужінні єпископа Орехово-Зуєвського Олексія (Фролова), Красногорського Савви (Волкова) і Дмитрівського Олександра (Агрикова). Після літургії Патріарх Алексій II в співслужінні членів Священного синоду і собору архієреїв звершив чин відспівування, перед яким оголовис надгробну промову, в якій відзначив труди митрополита Питирима в його архіпастирському і громадському служінні. На відспівуванні були присутні Повноважний представник Президента РФ в Центральному федеральному окрузі Г. С. Полтавченко, мер Москви Юрій Лужков, члены уряду Москви, представники органів влади та громадських організацій, діячи науки і культури.

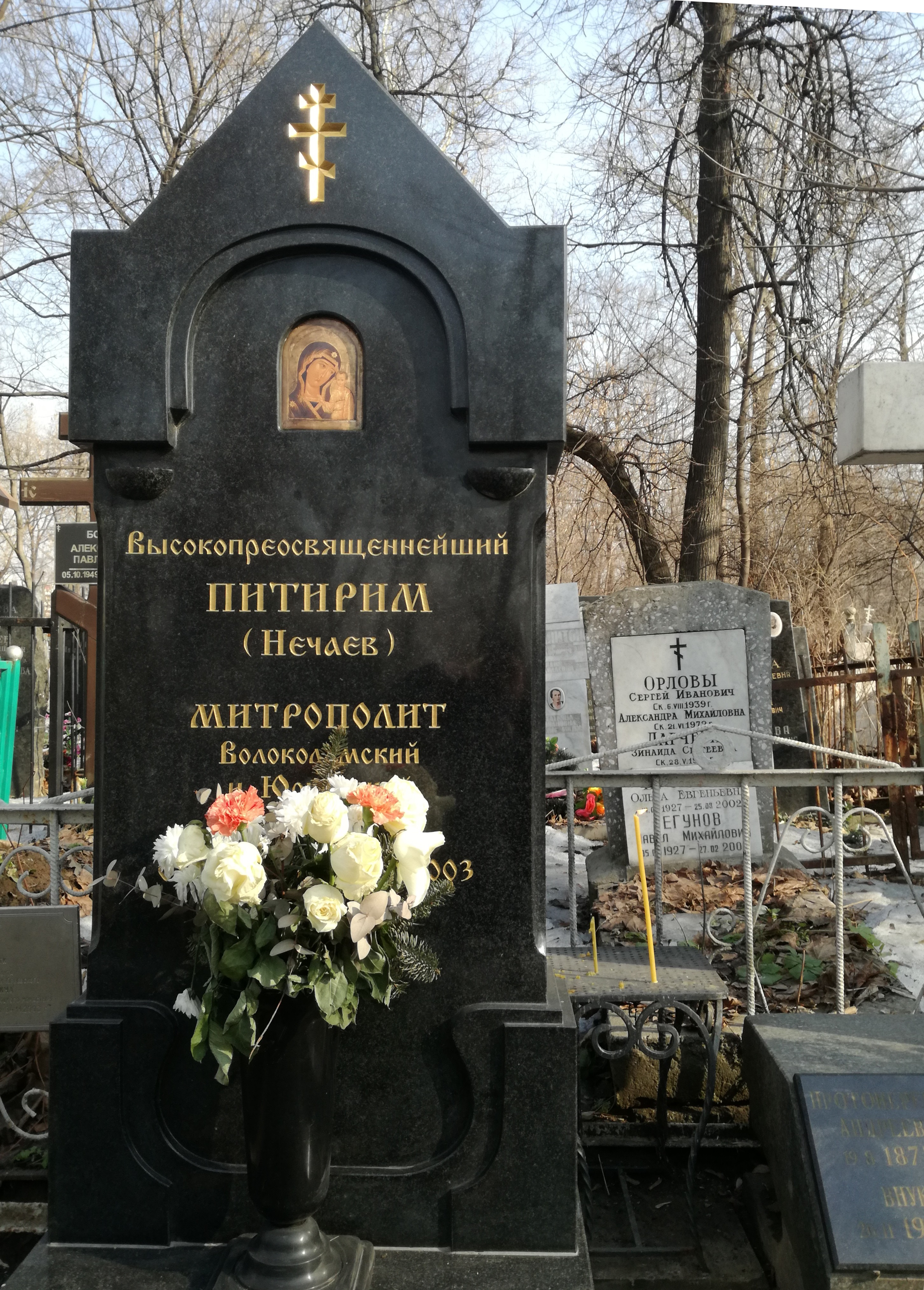
Могила митрополита Питирима на Даниловському цвинтарі в Москві

Похований на Даниловському цвинтарі в Москві, поруч з могилами батьків і родичів.
В березні 2004 року за ініціативою ректора МДУШСа Бориса Льовіна було створено фонд «Спадок митрополита Питирима».
За сприяня Московського метрополитену 26 жовтня 2005 року на могилі було урочисто відкрито пам'ятник митрополиту Питириму. Встановлено також барельєф з його зображенням в домовому храмі Московському інституті інженерів транспорту та гранітний хрест в Йосифо-Волоцькому монастирі в пам'ять всіх його будівничих і ігуменів.
16 травня 2021 року на центральній площі міста Волоколамська Московської області відбулось урочисте відкриття пам'ятника митрополиту Питириму.
Щорічно організовуються меморіальні «Питиримівські читання».

## Предки та родичі
Одним з його предків був Микола (Доброхотов), єпископ Тамбовський і Шацький (1800—1864).
- Батько: Володимир Нєчаєв — священник, духовник Івана Мічуріна.
- Одна з сестер: Ольга Володимирівна Нєчаєва-Черевата (померла в 2000 році)[2].

## Відгуки сучасників
За відгуками сучасників серед осіб світських був знаний, як людина шляхетна і інтелігентна, яка уособлювала дореволюційні манери, мала вигляд «біблійно благообразний та приголомшливий», натомість за відгуками московського духовенства був особою владолюбною, жорсткою, схильною до перепадів настрою та безпричинних образ. А «Видавничий відділ був «системою», яка працювала виключно на свого керівника, — «паралельною реальністю».»

## Нагороди
Церковні:
- Орден святого рівноапостольного великого князя Володимира I и II ступеня,
- Орден преподобного Сергія Радонезького I ступеня,
- Орден святого благовірного князя Даниїла Московського II ступеня.

Державні:
- Орден Пошани (23 лютого 2001 року) — за великий внесок у відродження духовно-моральних традицій і укріплення громадянського миру[21],
- Орден Дружби народів,
- Орден «Знак Пошани».